# Рио-Куарто (город)
Ри́о-Куа́рто (исп. Río Cuarto) — город в Аргентине, в провинции Кордова. Основан 11 ноября 1786. Расположен на одноимённой реке на окраине Пампы, в так называемой Влажной Пампе.
Скотоводство, пищевая промышленность. Железнодорожный узел, торговый центр.
Имеются университет и аэропорт «Лас-Игерас». В районе города находится кратерная область Рио-Куарто, образовавшаяся менее 3500 лет назад.

## История
Испанцы начали селиться в этих местах с 1573 года. В 1776 году для защиты от набегов индейцев был построен форт Санта-Каталина. В 1786 году был основан город Вилья-де-ла-Консепсьон-дель-Рио-Куарто.
В середине XIX века эти места стали ареной сражений гражданских войн. В 1880-х годах начался массовый приток иммигрантов из Италии и Испании.